# Howard Gayle
Pour les articles homonymes, voir Gayle.
Howard Gayle est un footballeur anglais né le 18 mai 1958 à Liverpool. Il évoluait au poste d'attaquant.

## Biographie

### En club
Howard Gayle est formé au Liverpool FC,.
Il intègre l'équipe première en 1977,. Mais il ne joue ses premières minutes en pro qu’en 1980, lors d’un déplacement à Maine Road contre Manchester City. Howard Gayle devient à cette occasion le premier joueur noir de l’histoire du Liverpool FC.
Ne disputant peu de matchs avec le club, il est prêté au Fulham FC durant l'année 1980,.
De retour à Liverpool, lors de la campagne 1980-1981 de Coupe des clubs champions, il dispute uniquement la demi-finale retour contre le Bayern Munich qui se solde par un match nul 1-1. Liverpool remporte la finale contre le Real Madrid sur le score de 1-0 mais Gayle reste sur le banc,.
Lors de la saison 1982-1983, il est prêté au Newcastle United,.
En 1983, il est définitivement transféré à Birmingham City,.
Par la suite, il évolue sous les couleurs du Sunderland AFC. Le club descend en deuxième division anglaise lors de la saison 1984-1985,.
En 1987, Gayle devient joueur de Stoke City,.
De 1987 à 1992, il évolue sous les couleurs du Blackburn Rovers,.
Après une dernière saison 1992-1993 avec Halifax Town, il raccroche les crampons.

### En sélection jeunes
Avec l'Angleterre espoirs, il est sacré  Champion d'Europe espoirs 1984. Il inscrit un but lors de la finale retour. L'Angleterre bat l'Espagne 3-0 sur la double confrontation.

## Palmarès
| Liverpool FC - Coupe des clubs champions (1) : - Vainqueur : 1980-81. |  | Angleterre espoirs - Championnat d'Europe espoirs (1) : - Vainqueur : 1984. |